# Хвойська
Хво́йська (рос. Хвойская) — присілок у складі Даровського району Кіровської області, Росія. Входить до складу Лузянського сільського поселення.
Населення становить 15 осіб (2010, 33 у 2002).
Національний склад станом на 2002 рік — росіяни 100 %.